# Peter Gabriel
Pour les articles homonymes, voir Gabriel et Peter Gabriel (homonymie).
Ne doit pas être confondu avec Petr Gabriel.
Peter Gabriel, né le 13 février 1950 à Chobham dans le Surrey, est un auteur-compositeur-interprète et producteur de disques britannique. Chanteur et instrumentiste, il joue de la flûte traversière, du piano, des claviers, des percussions et de la batterie. Il est occasionnellement acteur.
Il connaît d'abord la célébrité en tant que cofondateur, chanteur et principal parolier du groupe de rock progressif Genesis créé en 1967 qu'il quitte en 1975, remplacé au chant par le batteur, deuxième voix et choriste Phil Collins. Il entame alors une longue carrière solo couronnée de succès, notamment à travers la réussite internationale de son album So en 1986. Gabriel est l'un des premiers à inclure le genre world music dans ses propres compositions.
Il est également producteur de disques par le biais de son label Real World. Il est par ailleurs, depuis de nombreuses années, impliqué dans différentes associations humanitaires et a reçu de nombreux prix internationaux pour ses actions dans ce domaine.
Peter Gabriel a vendu plus de 40 millions d'albums durant sa carrière solo.

## Biographie

### Jeunesse

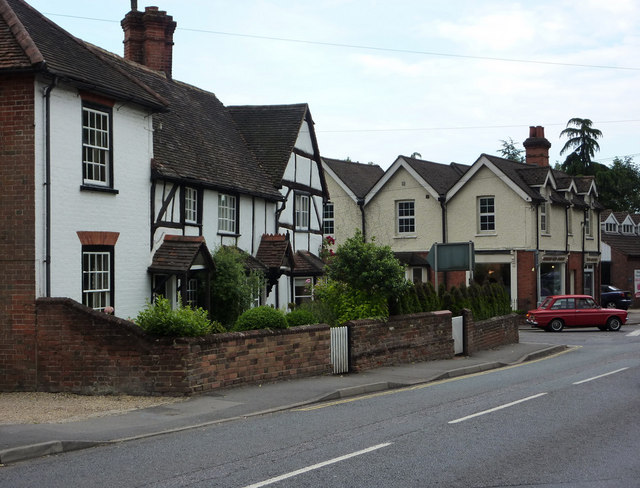
Maisons à Chobham, ville natale de Peter Gabriel.

Peter Brian Gabriel est né à Chobham dans le Surrey en Angleterre. Il grandit dans une famille de la classe moyenne à Coxhill, dans un manoir victorien situé sur Deep Pool Farm juste à l'extérieur de Chobham. Son père Ralph Parton Gabriel (1912-2012) est ingénieur électricien, et sa mère Edith Irene Allen (1921-2016) appartient à une famille musicienne. Son arrière-arrière-grand-oncle, Sir Thomas Gabriel, 1er baronnet, a été lord-maire de Londres de 1866 à 1877.
Gabriel fréquente Cable House, une école primaire privée à Woking, suivi de l'école préparatoire St Andrews Boys à Horsell également dans le Surrey. Pendant sa scolarité, ses professeurs remarquent son talent de chanteur, mais Peter opte pour les leçons de piano de sa mère et développe un intérêt pour le tambour. À dix ans, il achète un tam-tam.
Gabriel fera remarquer à propos de ses premières influences : « Les hymnes ont joué un rôle assez important. C'était ce qu'il y avait de plus proche de la musique soul avant qu'on ne découvre la musique soul. Il y a certains hymnes sur lesquels vous pouvez hurler à pleins poumons, et j'aimais ça. C'était génial à en avoir des frissons dans le dos. »
À douze ans, Gabriel écrit sa première chanson, Sammy the Slug. À cette époque, une de ses tantes lui donne de l'argent pour des cours de chant professionnel mais il l'utilise pour acheter le premier album des Beatles, Please Please Me.

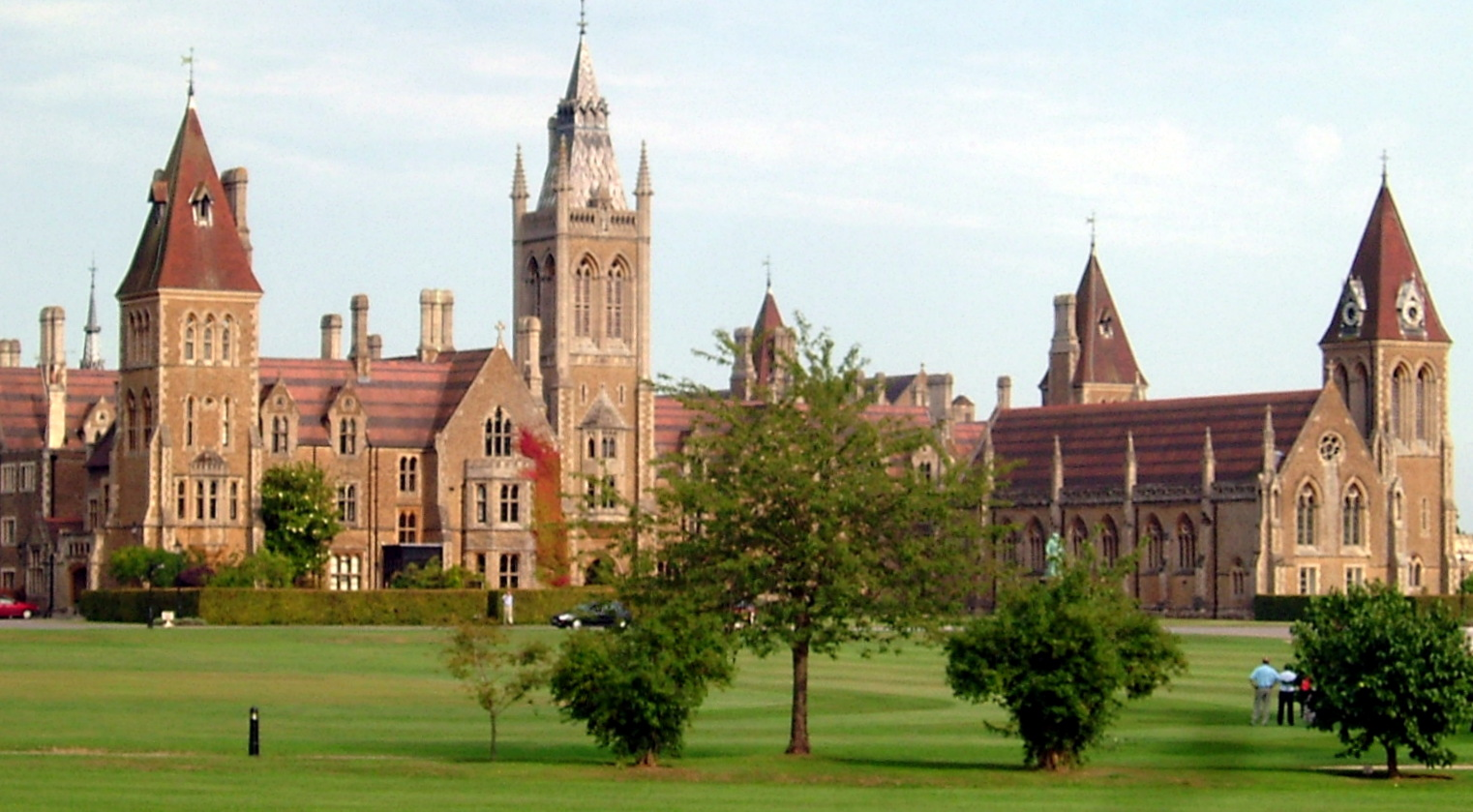
Le collège de Charterhouse en 2005.

En septembre 1963, il entre à Charterhouse, une école publique, bâtie au XVIIe siècle à Godalming, dans le Surrey, alors réservée aux garçons (elle devient mixte par la suite, en 1970). Peter y devient batteur et chanteur pour son premier groupe : l'orchestre de jazz traditionnel The Milords (ou M'Lords). S'ensuit un groupe de vacances appelé The Spoken Word.
Passionné de batterie, il rêve de devenir batteur. Finalement, il sera auteur-compositeur-interprète.
En 1965, Gabriel forme le groupe Garden Wall avec des amis de l'école : Tony Banks au piano et Chris Stewart à la batterie. Banks est entré à Chaterhouse en même temps que Gabriel : les deux élèves ne sont pas intéressés par les activités scolaires mais sont liés par la musique et commencent à écrire des chansons. Lors d'un dernier concert avant leur séparation, Gabriel, vêtu d'un caftan et de perles, inonde le public de pétales qu'il a cueillis dans les jardins voisins.

### Genesis

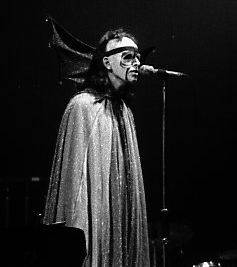
Peter Gabriel, alors chanteur de Genesis, interprétant Watcher of the Skies en concert à Toronto en 1974.

En 1967, après la dissolution de Garden Wall, Gabriel, Banks et Stewart sont invités par leurs camarades Anthony Phillips et Mike Rutherford à travailler sur une bande démo de chansons. Gabriel et Banks écrivent ensemble She is Beautiful, leur première collaboration. La bande est envoyée à Jonathan King, un ancien élève de Charterhouse devenu musicien, qui est immédiatement enthousiasmé, en grande partie à cause de la voix de Gabriel. Il signe le groupe et suggère un nom de groupe de « Gabriel's Angels », mais qui ne plait pas aux autres membres. Ils se mettent d'accord sur l'autre suggestion de King, Genesis. Après que King propose de s'en tenir à une pop plus simple, Gabriel et Banks écrivent The Silent Sun comme un pastiche des Bee Gees, l'un des groupes préférés de King. Ce titre devient le premier single de Genesis, sorti en 1968 et est inclus sur le premier album studio du groupe, From Genesis to Revelation (1968), qui voit Gabriel jouer de la flûte et Chris Stewart remplacé par John Silver à la batterie.
En 1970, après un deuxième album, Trespass, Anthony Phillips et le batteur John Mayhew quittent le groupe tandis que Phil Collins l'intègre comme quatrième batteur. C'est d'ailleurs Gabriel qui sera le plus convaincu par l'audition de Collins. Il dira qu'à la seconde où Collins a pris place derrière sa batterie, rien qu'à sa façon de l'installer et à sa position, Gabriel a su que Collins était le batteur qu'il recherchait[réf. souhaitée].
En 1971, ce sera au tour du guitariste Steve Hackett de se joindre au groupe. À partir de ce moment, la formation classique du groupe à cinq musiciens est en place.[réf. souhaitée]
Genesis devient en quelques années un groupe qui possède de nombreux fans, notamment grâce à ses chansons d'avant-garde et surtout aux prestations flamboyantes de Gabriel sur scène, qui comportent de nombreux changements de costumes étranges et des histoires racontées sur scène avant chaque chanson[réf. souhaitée].

### Carrière solo

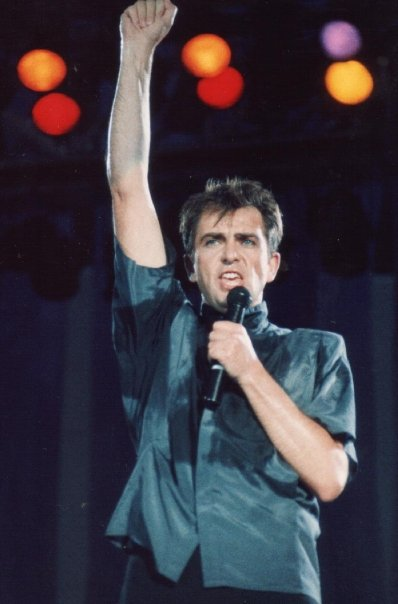
Peter Gabriel en concert à East Rutherford en 1986.

En 1975, souhaitant suivre son propre cheminement artistique, Peter Gabriel prend la décision de quitter Genesis, avant même que ne débute la tournée pour l'album The Lamb Lies Down on Broadway, qu'il assure cependant jusqu'à la fin.
Solsbury Hill, dont le single est officiellement publié le 18 mars 1977 au Royaume-Uni, sera son premier succès solo.
Bien qu'il connaisse des succès commerciaux et critiques avec des chansons comme Games Without Frontiers (3e album) et Shock the Monkey (4e album), Gabriel n'atteint une renommée internationale qu'avec la sortie de So en 1986, son cinquième album, notamment grâce à la chanson et le clip Sledgehammer et son duo avec son amie Kate Bush sur la ballade Don't Give Up. Ces titres marquent l'arrivée de Gabriel dans l'ère du clip vidéo sur MTV, dont il remporte neuf des récompenses en 1987. Suivront deux albums studio, des musiques de film, des projets multimédias, une participation au spectacle du millénaire OVO à Londres ainsi que des collaborations avec de nombreux artistes.
Gabriel s'intéresse à la world music, avec une première incursion musicale dès son troisième album. Cette influence s'est accrue au fil du temps. Il est un des piliers du mouvement WOMAD. Il crée les studios Real World à Bath au Royaume-Uni dans le but de faciliter l'accès de ce genre musical aux artistes. Il contribue ainsi à faire connaître Nusrat Fateh Ali Khan et Youssou N'Dour.[réf. souhaitée]
Peter Gabriel est investi depuis toujours dans la cause des Droits de l'homme. Il participe pendant plus d'une année à une tournée mondiale au profit d'Amnesty International. La chanson Biko, présente sur son troisième album, rend hommage à Steve Biko. Il participe à l'album Sun City contre l'apartheid à l'initiative de Steven Van Zandt. Prenant conscience après l'affaire Rodney King du rôle de l'image dans cette lutte, il lance la Witness Organisation.
Également acteur, il joue notamment dans le film à sketches New York Stories (1989), réalisé par Martin Scorsese. Il apparaît aussi dans diverses séries télévisées entre 1983 et 1996.
De nombreux artistes rendront hommage à Peter Gabriel en reprenant certaines de ses compositions, tel le duo britannique Erasure qui sort une reprise électronique de Solsbury Hill en 2003.
Le 10 février 2006, Peter Gabriel interprète la chanson Imagine de John Lennon lors de la cérémonie d'ouverture des Jeux olympiques d'hiver de 2006 à Turin.
Le 17 novembre 2006, Peter Gabriel est désigné « Homme de la paix 2006 » lors d'un sommet de lauréats des Prix Nobel. En 2006 et 2007, il reçoit un Q Award et un Ivor Novello Award pour l'ensemble de sa carrière. Le magazine Time le consacre comme « l'une des 100 personnes les plus influentes de la planète » en 2008. Il est aussi membre d'honneur du Club de Budapest.
En juin 2007, il effectue une mini tournée de 22 dates à travers l'Europe intitulée Warm Up Summer Tour.
Depuis le début de sa carrière solo, il a vendu plus de 40 millions de disques à travers le monde.
Le 18 juillet 2007, à l'initiative du milliardaire Richard Branson et de Peter Gabriel, Nelson Mandela, Graça Machel et Desmond Tutu convoquent à Johannesburg une assemblée de dirigeants influents du monde entier qui veulent contribuer, à l'aide de leur expérience et de leur sagesse, à résoudre les problèmes les plus importants de la planète. Nelson Mandela annonce la formation de ce conseil des Global Elders (les anciens, ou sages, universels) dans un discours lors de son 89e anniversaire. Desmond Tutu est président du conseil et ses membres fondateurs incluent également Kofi Annan, Ela Bhatt, Gro Harlem Brundtland, Jimmy Carter, Li Zhaoxing, Mary Robinson et Muhammad Yunus.

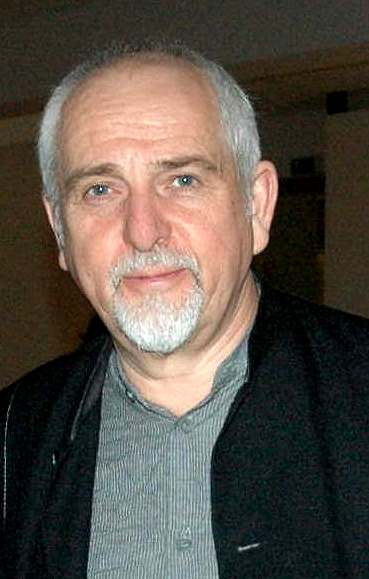
Peter Gabriel en 2011.

Gabriel participe avec David Rhodes et Richard Evans à la bande originale du film Sea Monsters du National Geographic. Il reçoit un BMI Icon le 16 octobre 2007 et le 28 janvier 2008 est honoré d'un MIDEM, prix décerné par l'industrie du disque. La même année, il travaille avec Thomas Newman sur la bande son du film d'animation WALL-E. Il reçoit des mains du guitariste The Edge (de U2) un prix d'Amnesty international: « Ambassadeur de conscience 2008 ».
Début 2007, il déclare vouloir produire un nouvel album seul, sans le concours d'une maison de disques. Pour cela, il commence une levée de fonds. Les parutions de Peter Gabriel sont assez espacées, ce dernier travaillant de front sur de nombreux projets. Ainsi, Up a mis 12 ans à paraître, conséquence du temps consacré à la gestion de Real World, la réalisation des projets multimédias Xplora1 et eVe, la mise en œuvre d'une BO, la participation au Dôme du millénaire et, dans la foulée, la sortie d'oVo.
Peter Gabriel publie, en 2008, une édition des journées Real World sous le nom Big Blue Ball, et le 15 février 2010, l'album Scratch My Back constitué de reprises de morceaux de David Bowie, Arcade Fire, Radiohead ou encore Lou Reed.
Parmi les projets officiellement annoncés via le site officiel de l'artiste, un album symphonique du nom de New Blood sorti le 10 octobre 2011. Une version filmée en 3D est présentée sur plusieurs écrans de cinéma le 17 octobre 2011.
Suivant sa participation à l'album Tower of Song (en) en 1995 et sa reprise de la chanson Suzanne, il est l'interprète de la chanson titre de l'album hommage Here It Is: A Tribute to Leonard Cohen sorti le 14 octobre 2022. L'album I/O, initialement destiné à être la suite de son album Up sorti vingt ans plus tôt mais resté en suspens quelques années[réf. nécessaire] se concrétise en 2022, pour une sortie en 2023 avec une tournée européenne débutant en mai.

### Engagement

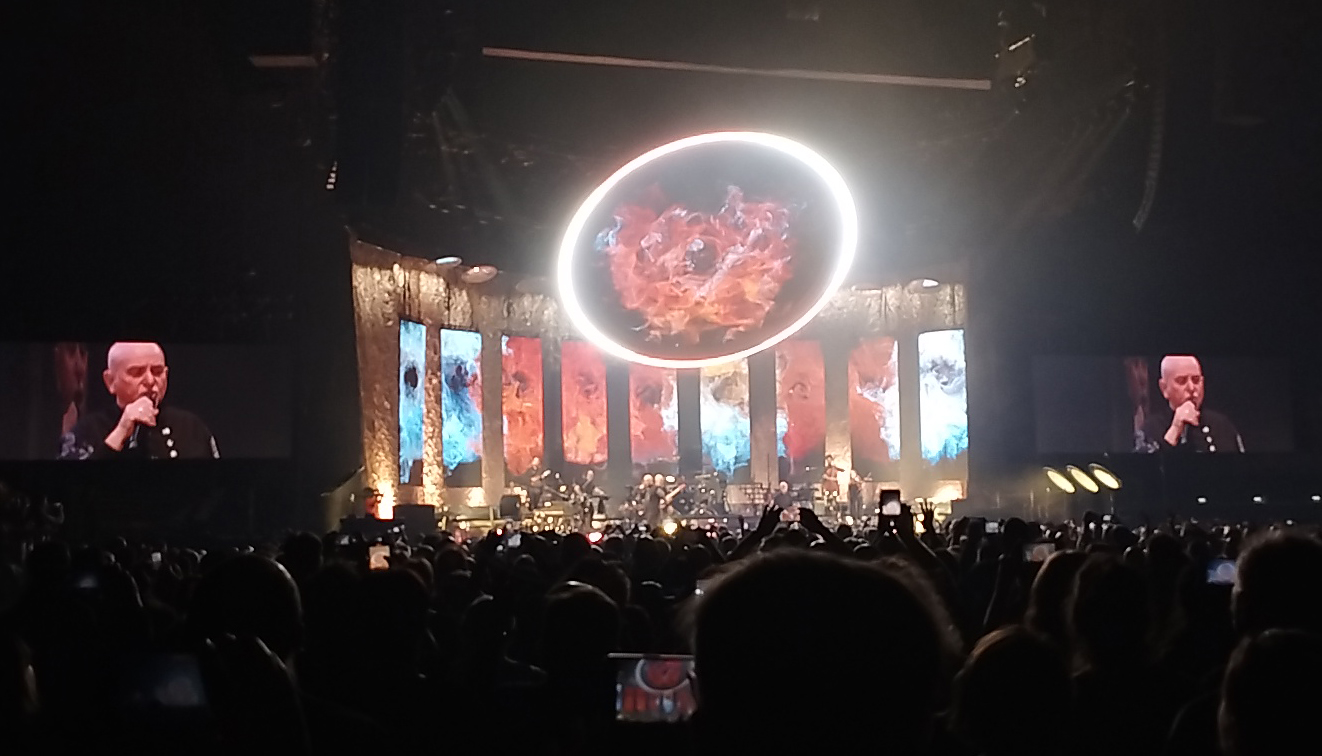
Peter Gabriel en concert au Palais omnisports de Paris-Bercy, le 23 mai 2023.

Le 16 décembre 2013, il signe avec Thom Yorke et Ed O'Brien de Radiohead, Serj Tankian (System of a Down) et Tjinder Singh (Cornershop), une pétition lancée le 16 décembre par Free Tibet Campaign destinée à Wu Aiying, ministre chinoise de la justice, demandant la libération de huit chanteurs tibétains emprisonnés en Chine, Lolo (singer) (en), Chakdor, Pema Trinley, Kalsang Yarphel et Shawo Tashi, arrêtés ou condamnés en 2013, et Ugyen Tenzin, Achok Phulsung et Choksal, emprisonnés en 2012.
En 2023, il signe, au même titre que Roger Waters et Ken Loach, une tribune de soutien aux mouvement écologiste Les Soulèvements de la Terre, accusés d'« écoterrorisme » et menacés de dissolution par le ministre de l'Intérieur français Gérald Darmanin.

### Vie privée
Gabriel épouse Jill Moore le 17 mars 1971 : ils auront deux filles, Anna-Marie née le 26 juillet 1974 et Melanie, née le 23 août 1976. Ils divorcent en 1987.
Sa fille aînée Anna-Marie, réalisatrice, lui réalise les DVD Growing Up on Tour: A Family Portrait et Still Growing Up: Live & Unwrapped. Melanie est chanteuse et choriste avec son père depuis 2002.
Gabriel vit avec l'actrice Rosanna Arquette, à la fin des années 1980 et début des années 1990. Ils ne se sont jamais mariés.
Gabriel épouse Meabh Flynn, le 9 juin 2002. Ils vivent à Londres avec leurs deux enfants, Isaac Ralph né le 27 septembre 2001 et Luc, né le 5 juillet 2008.
Peter Gabriel est végétarien.

## Discographie

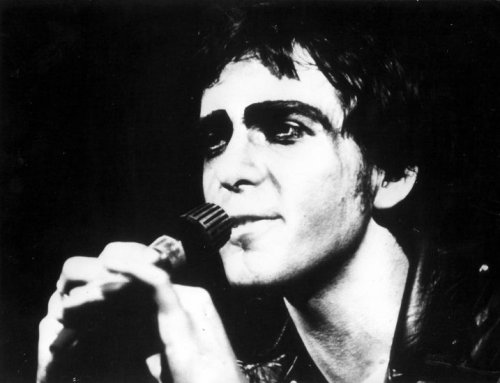
Peter Gabriel en concert en avril 1975.

### Genesis
- 1969 : From Genesis to Revelation
- 1970 : Trespass
- 1971 : Nursery Cryme
- 1972 : Foxtrot
- 1973 : Genesis Live
- 1973 : Selling England by the Pound
- 1974 : The Lamb Lies Down on Broadway

### Carrière solo

#### Albums studio
- 1977 : sans titre, dit Car ou Peter Gabriel 1.
- 1978 : sans titre, dit Scratch ou Peter Gabriel 2. Produit par Robert Fripp.
- 1980 : sans titre, dit Melt ou Peter Gabriel 3, une version en allemand existe sous le titre Ein Deutsches Album.
- 1982 : sans titre, dit Security ou Peter Gabriel 4, une version en allemand existe sous le titre Deutsches album.
- 1986 : So
- 1992 : Us
- 2000 : OVO : album composé par Gabriel pour servir d'accompagnement musical au spectacle inaugural du Dôme du Millénaire de Londres. Parmi les artistes invités figurent Neneh Cherry, Rasco, Richie Havens, Elizabeth Fraser et Paul Buchanan. Gabriel chante Father, Son, The Tower That Ate People, White Ashes et Downside Up.
- 2002 : Up
- Projets « Scratch My Back / And I'll Scratch Yours et New Blood » :
  - 2010 : Scratch My Back. Album de reprises enregistrées par Peter Gabriel de chansons écrites par d'autres artistes[18].
  - 2011 : New Blood. Réinterprétation de ses plus grands classiques avec un orchestre philharmonique.
  - 2013 : And I'll Scratch Yours. Suite de l'album Scratch My Back avec, cette fois, des interprétations par des artistes invités de chansons de Gabriel.
- 2023 : i/o sorti en décembre 2023

#### Albums en concert
- 1983 : Plays Live. Seize titres en concert sur deux disques, existe en version réduite à douze titres intitulée Plays Live (Highlights) tenant sur un seul disque.
- 1994 : Secret World Live. Album illustré de photographies de Laurence Leblanc.
- 2003-2009 : Peter Gabriel fait enregistrer chacun de ses concerts et le site Themusic.com vend les albums en ligne sur double CD audio.
- 2012 : Live Blood. Concert enregistré le 23 mars 2011 à l'Hammersmith Apollo de Londres. Avec, en duos, Ane Brun sur Don't Give Up, sa fille Melanie Gabriel sur Downside Up et le New Blood Orchestra.
- 2014 : Back To Front - Live in London. Album de 21 titres, enregistré à l'O2 Arena de Londres à l'occasion de la tournée éponyme.
- 2020 : Live In Athens 1987. Album enregistré pendant la tournée mondiale This Way Up.

#### Compilations
- 1990 : Shaking the Tree. Compilation de ses plus grands succès couvrant la période de 1976 à 1990.
- 1992 : Peter Gabriel Revisited (en). Album compilation, qui comprend plusieurs chansons de ses deux premiers album solo, distribué seulement au Canada et aux États-Unis.
- 2003 : Hit/Miss. Compilation de ses plus grands succès enregistrés entre 1976 à 2003.
- 2007 : Peter Gabriel. Album promotionnel offert gratuitement avec le journal The Mail on Sunday.
- 2014 : R-Kive (en) de Genesis. Comprenant Solsbury Hills, Biko, Signal to Noise en plus de plusieurs chansons de Genesis et des anciens membres du groupe en solo.
- 2019 : Rated PG. Compilation de chansons tirées de bandes originales de films.
- 2019 : Flotsam and Jetsam, compilations de faces B, remixes, titres sortis isolément et quelques inédits.

#### Musiques de films
- 1985 : Birdy : pour le film homonyme d'Alan Parker.
- 1989 : Passion : pour le film La Dernière Tentation du Christ de Martin Scorsese, l'album a valu à Peter Gabriel un prix Grammy en 1990.
- 2002 : Long Walk Home: Music from The Rabbit-Proof Fence, pour le film australien Le Chemin de la liberté réalisé par Phillip Noyce en 2002, adapté du livre de Doris Pilkington Garimara sur le sort des peuples aborigènes.

#### Chansons de films et séries télévisées
Peter Gabriel a contribué des chansons pour plusieurs films et séries télévisées. L'astérisque dénote une chanson inédite et le symbole ¤ signifie que cette chanson est incluse sur l'album Rated PG.
- I Grieve (version originale) pour La Cité des anges et Smallville (une nouvelle version est publiée sur son album Up en 2002)
- Nocturnals pour Les Morsures de l'aube. Il n'existe cependant aucune B.O. * ¤
- In Your Eyes en version inédite pour le film Say Anything... ¤
- Animal Nation pour The Wild Thornberrys Movie *
- The Book of Love pour Shall We Dance? ainsi que l'épisode final de la saison 8 de la série comique Scrubs * ¤
- Taboo (avec Nusrat Fateh Ali Khan ) pour Tueurs nés * ¤
- Lovetown pour Philadelphia *
- The Tower That Ate People, remixé pour Red Planet
- While The Earth Sleeps (avec Deep Forest) pour Strange Days *
- Partyman (écrit avec Tori Amos) pour Virtuosity * ¤
- When You're Falling (avec Afro Celt Sound System) pour The Battle of Shaker Heights (en) *
- Walk Through The Fire pour Contre toute attente * ¤
- Blood of Eden (version sans la voix de Sinéad O'Connor) pour Until the End of the World
- Out Out pour Gremlins *
- That'll Do pour Babe, le cochon dans la ville écrite par Randy Newman * ¤
- Une version instrumentale de Signal to Noise pour Gangs of New York
- Down To Earth pour WALL-E (Grammy Award 2009 de la meilleure chanson originale pour un film[19]) * ¤
- I Have the Touch : réenregistrement en 1983 pour le film Against All Odds et en 1996, avec Robbie Robertson, pour le film Phenomenon
- Don't Give Up pour Bone Collector
- My Body Is a Cage (interprétation de la chanson d'Arcade Fire) pour la bande annonce de John Carter de chez Disney, pour Passer le cap, épisode 16 de la saison 7 de Dr House et également utilisé pour l'épisode 8 de la saison 2 de Dark.
- Big Time est utilisé au début du film Inside Job de Charles H. Ferguson sorti en 2010. Selon les dires du réalisateur, les droits d'utilisation de la chanson représenteraient 5 % du budget du film.[réf. souhaitée]
- I Grieve pour la saison 1 de NCIS : Los Angeles
- Why Don't You Show Yourself dans la bande annonce de Words with Gods (en) *
- The Veil dans le générique final du film Snowden *
- Everybird pour Birds Like Us * ¤
- Speak (Bol) du film L'Intégriste malgré lui * ¤
- Make Tomorrow de l'album OVO est utilisée comme générique final d'un des derniers épisodes de la saison 2 de la série Esprits criminels.
- Heroes (reprise de David Bowie) de l'album Scratch My Back pour la série Stranger Things[20] et le film Du sang et des larmes

### Participations
- 1970 : Katmandu sur l'album Mona Bone Jakon de Cat Stevens : flûte.
- 1976 : Strawberry Fields Forever pour All This and World War II : chant et flûte. Documentaire américain réalisé par Susan Winslow composé d'extraits de films de la Seconde Guerre mondiale et des années 1940, avec une bande originale composée de reprises de chansons des Beatles.
- 1979 : Here Comes the Flood : chant et piano ; Preface : chœurs sur l'album Exposure de Robert Fripp.
- 1981 : Screaming Jets sur l'album Walking into Mirrors de Johnny Warman : chœurs.
- 1982 : Dans le creux de ta nuit, composition de la musique sur le texte de Catherine Ribeiro qu'elle chante sur son album Soleil dans l'ombre [21]
- 1983 : Par le trou du voyeur, composition la musique de la chanson du néerlandais J. C. Bønø pour son album Bønø[22].
- 1984 : This is the Picture (Excellent Birds) — en version différente de l'album So : chant, synclavier et Linn drums ; Langue d'amour et Gravity's Angels sur l'album Mister Heartbreak de Laurie Anderson : chœurs.
- 1985 : Take Me Home sur l'album No Jacket Required de Phil Collins : chœurs.
- 1987 : Fallen Angel et Broken Arrow (claviers et programmation de percussions) sur l'album homonyme de Robbie Robertson : claviers et chant.
- 1987 : Winds of Change (Mandela To Mandela) sur l'album Female Trouble de Nona Hendryx : chœurs avec Dan Hartman.
- 1988 : My Secret Place sur l'album Chalk Mark in a Rain Storm de Joni Mitchell : chant et chœurs.
- 1989 : Shaking the Tree sur l'album The Lion de Youssou N'Dour — dans une version différente de celle sur l'album compilation Shaking the Tree : chant.
- 1990 : Soul Searcher de L. Shankar : claviers.
- 1991 : It's About Time de Manu Katché : chœurs de Warm Doorway et Silence et claquements de mains sur Who I Am[23].
- 1993 : Be Still (chant avec Sinéad O'Connor et Feargal Sharkey) sur l'album collectif Peace Together.
- 1995 : Suzanne sur l'album collectif hommage à Leonard Cohen, Tower of Song: Songs of Leonard Cohen : chant.
- 1996 : Hush, Hush, Hush sur l'album This Fire de Paula Cole avec également Tony Levin à la basse : chant.
- 1999 : The Carpet Crawlers 1999 : chant sur cette reprise de Genesis avec ses anciens partenaires, publiée sur l'album compilation Turn It on Again: The Hits.
- 2000 : Qui sait ? pour l'association Solidarité sida, en compagnie de Anggun, Patrick Bruel, Stephan Eicher, Faudel, Lââm, Lokua Kanza, Youssou N'Dour, Nourith, Axelle Red et Zucchero.
- 2001 : When You're Falling sur l'album Volume 3: Further in Time de Afro Celt Sound System : chant et claviers.
- 2007 : Salala sur l'album Djin Djin de Angélique Kidjo : chant.
- 2008 : l'album Big Blue Ball est une collaboration initiée par le label de Peter Gabriel avec d'autres artistes. L'album est issu des « jam sessions » aux studios Real World au début des années 1990. On entend Gabriel au chant sur les chansons Whole Thing, Exit Through You, Burn You Up, Burn You Down et la chanson titre.
- 2016 : What Lies Ahead avec Isaac Gabriel sur l'album Eros (artistes variés)[24].
- 2022 : Unconditional II (Race And Religion) sur l'album WE du groupe Arcade Fire : chant.
- 2022 : Here It Is sur l'album collectif hommage à Leonard Cohen, Here It Is: A Tribute to Leonard Cohen : chant.

## Vidéographie

### Carrière solo
- 1988 : PoV (Live); concert de la tournée So, produit par Martin Scorsese, format VHS ;
- 1989 : CV (Compilation de clips); format VHS ;
- 1993 : Us (Compilation de clips); format VHS ;
- 1994 : Secret World Live; format VHS, réédité au format DVD en 2005, puis au format Blu-ray en 2012 ;
- 2003 : Growing Up Live; DVD en concert lors de la tournée Growing Up ;
- 2004 : Play; compilation de vidéos, musiques remasterisées et/ou fortement remixées ;
- 2005 : Family Portrait; film tourné par sa fille aînée pendant la tournée Growing Up, plus quelques bonus ;
- 2005 : Still Growing up Live & Unwrapped (live) ;
- 2011 : New Blood (live); sorti en octobre 2011 ;
- 2013 : Live in Athens 1987; sorti en septembre 2013 ;
- 2014 : Back To Front (Live in London); sorti en juin 2014.

### Cinéma
- 1989 : New York Stories, film à sketches de Francis Ford Coppola, Woody Allen et Martin Scorsese. Peter Gabriel y joue son propre rôle dans un segment intitulé Life sessions ou en français Apprentissages, réalisé par Martin Scorsese, où il est entouré de Steve Buscemi, Rosanna Arquette, Nick Nolte et Debbie Harry.

### Séries télévisées
- 1983-1984 : Haus Vaterland
- 1984 : Starship : un chanteur dans un club (non crédité)
- 1988 : Der Schwammerlkönig (épisode Zwanzigtausend Rindsbratwürste)
- 1994 : A Change of Heart with Ram Dass : un musicien
- 1996 : Recon : détective John Grant / le tueur

### Documentaires
- 1994 : La Constellation Jodorowsky
- 2008 : Youssou Ndour: I Bring What I Love
- 2014 : The Life of Rock with Brian Pern
- 2017 : Brian Pern : A tribute

## Jeux vidéo
- 1993 : Xplora 1 ;
- 1997 : EVE - The Music and Art Adventure - avec la participation d'Helen Chadwick, Yayoi Kusama, Cathy de Monchaux et Nils-Udo, éditions RealWorld ;
- 2003 : URU: Ages Beyond Myst - titre Burn You Up Burn You Down ;
- 2004 : Myst 4: Revelation - titre Curtains. Il prête en outre sa voix à un personnage dépeint comme un esprit.
- 2012 : Assassin's Creed III - titre My Body Is a Cage.

## Plates-formes de distribution musicale
- 2002 : Il est le cofondateur de la plate-forme de distribution musicale OD2.
- En juin 2007, il lance un nouveau site de distribution musicale baptisé We7 (en)

.

## Distinctions
En 1995, il est l'un des deux lauréats de la première édition du Prix Nord-Sud (aux côtés de Vera Duarte) décerné par le Centre Nord-Sud du Conseil de l'Europe.
Il reçoit en 2009, le Prix Polar Music avec José Antonio Abreu.
En 2008, il reçoit le Prix Ambassadeur de la conscience.
Un astéroïde, (24997) Petergabriel, a été nommé en son honneur.